# دروازه گشتانه
دروازه گشتانه مربوط به دوره افشار است و در شهرستان کلات، در جبهه شرقی دژ کلات واقع شده و این اثر در تاریخ ۲۳ فروردین ۱۳۴۶ با شمارهٔ ثبت ۶۶۸ به‌عنوان یکی از آثار ملی ایران به ثبت رسیده است.